# Fairfield (Montana)
Fairfield es un pueblo ubicado en el condado de Teton en el estado estadounidense de Montana. En el Censo de 2010 tenía una población de 708 habitantes y una densidad poblacional de 873,36 personas por km².

## Geografía
Fairfield se encuentra ubicado en las coordenadas 47°36′55″N 111°58′54″O / 47.61528, -111.98167. Según la Oficina del Censo de los Estados Unidos, Fairfield tiene una superficie total de 0.81 km², de la cual 0.81 km² corresponden a tierra firme y (0%) 0 km² es agua.

## Demografía
Según el censo de 2010, había 708 personas residiendo en Fairfield. La densidad de población era de 873,36 hab./km². De los 708 habitantes, Fairfield estaba compuesto por el 95.9% blancos, el 0% eran afroamericanos, el 1.27% eran amerindios, el 0% eran asiáticos, el 0% eran isleños del Pacífico, el 0% eran de otras razas y el 2.82% pertenecían a dos o más razas. Del total de la población el 1.41% eran hispanos o latinos de cualquier raza.